# Cladonia caespiticia
Cladonia caespiticia (Pers.) Flörke (1887), è una specie di lichene appartenente al genere Cladonia,  dell'ordine Lecanorales.
Il nome deriva dal latino caespiticius che significa di zolle erbose, ed indica l'habitat in cui prevalentemente cresce.

## Caratteristiche fisiche
I podezi sono molto piccoli, di dimensioni minori di 4 millimetri. Le squamule del tallo sono finemente suddivise e mai ricoperte da soredi di consistenza granulosa. Proprio per queste caratteristiche è facilmente confondibile con i licheni del genere Baeomyces.
Il fotobionte è principalmente un'alga verde delle Trentepohlia.

## Habitat
Questa specie per la crescita necessita di un clima che va dal fresco-moderato al montano di tipo boreale. Rinvenuto prevalentemente in creste erbose e vallette nivali su suoli di consistenza argilloso-sabbiosa, ricchi di minerali, raramente su legni putrescenti e ceppaie vecchie di anni. Predilige un pH del substrato molto acido o con valori intermedi fra molto acido e subneutrale. Il bisogno di umidità è mesofitico.

## Località di ritrovamento
La specie è stata rinvenuta nelle seguenti località: Canada (Nuovo Brunswick); USA (Illinois, Louisiana, Vermont, Distretto di Columbia, Ohio, Pennsylvania, Virginia Occidentale, Oklahoma, New York, Alabama, Wisconsin, Delaware, Indiana, Maine, Missouri, Texas, New Jersey); 

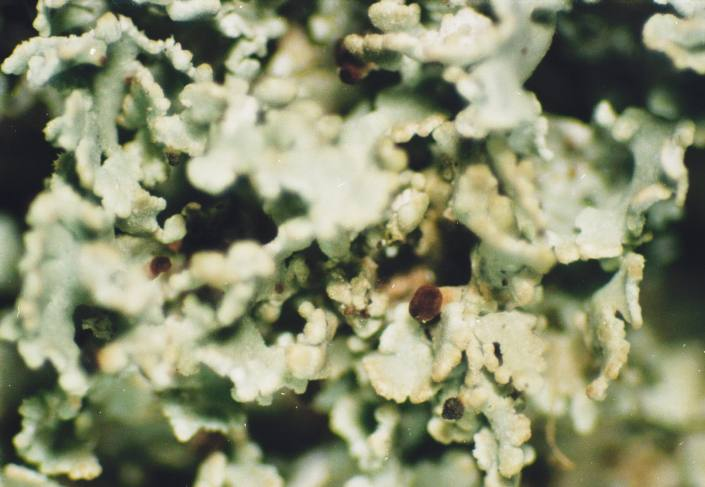
Cladonia caespiticia

Germania (Baden-Württemberg, Baviera, Meclemburgo, Renania-Palatinato, Renania Settentrionale-Vestfalia, Bassa Sassonia, Brandeburgo, Essen, Amburgo, Schleswig-Holstein, Sassonia, Turingia); Austria (Stiria, Alta Austria); Spagna (Cantabria, Castiglia e León); Russia (Oblast di Tomsk); Brasile (Rio Grande do Sul); Iran (Mazandaran); India (Tamil Nadu); Danimarca, Estonia, Finlandia, Giappone, Gran Bretagna, Guyana, Irlanda, Isole Azzorre, Isole Canarie, Lituania, Lussemburgo, Madera, Marocco, Norvegia, Paesi Bassi, Polonia, Repubblica Ceca, Romania, Sudafrica, Svezia, Tanzania, Uganda, Ungheria.
In Italia è presente, ma da rara ad estremamente rara, in tutto il Trentino-Alto Adige e la Valle d'Aosta, in tutto il Piemonte, gran parte della Lombardia settentrionale e centrale, nel Veneto al confine col Trentino, nella parte occidentale dell'Emilia-Romagna, in tutta la Liguria, gran parte della Toscana, in quasi tutta la Campania e la Sicilia e nelle zone centro-settentrionali della Puglia.

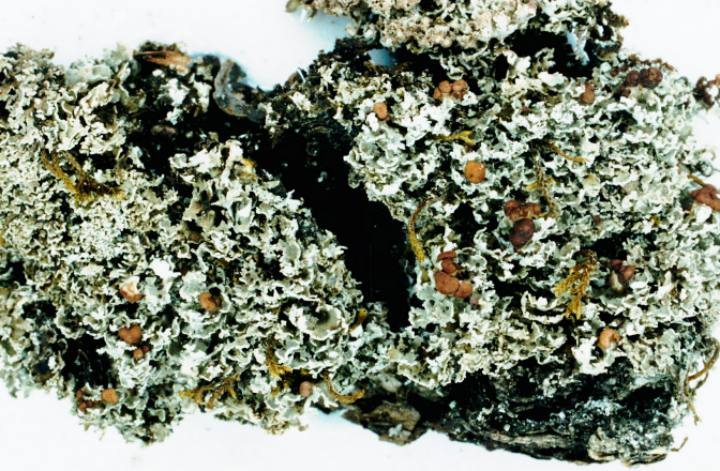
Cladonia caespiticia

## Tassonomia
Questa specie è inserita attualmente nella sezione Helopodium, ed a tutto il 2008 non sono state identificate forme, sottospecie e varietà.